# Esquí acrobàtic als Jocs Olímpics d'hivern de 1988
Als Jocs Olímpics d'Hivern de 1988 celebrats a la ciutat de Calgary (Canadà) es disputaren sis proves d'esquí acrobàtic, tres en categoria masculina i tres en categoria femenina. Aquesta fou la primera presència d'aquest esport en un programa oficial dels Jocs, si bé com a esport de demostració.
La competició se celebrà al Canada Olympic Park pel que fa a la competició de salts acrobàtics i ballet, i a les instal·lacions de Nakiska pel que fa als bamps.

## Resum de medalles

### Categoria masculina
| Prova            | Or                 | Argent             | Bronze           |
| Bamps            | Hakan Hansson      | Hans Englesen Eide | Edgar Grospiron  |
| Salts acrobàtics | Jean-Marc Rozon    | Didier Méda        | Lloyd Langlois   |
| Ballet           | Hermann Reitberger | Lane Spina         | Rune Kristiansen |

### Categoria femenina
| Prova            | Or                  | Argent          | Bronze         |
| Bamps            | Tatjana Mittermayer | Raphaëlle Monod | Conny Kissling |
| Salts acrobàtics | Melanie Palenik     | Sonja Reichart  | Carin Hernskog |
| Ballet           | Christine Rossi     | Jan Bucher      | Conny Kissling |

## Medaller
| Posició | País         | Or | Argent | Bronze | Total |
| 1       | RFA          | 2  | 1      | 0      | 3     |
| 2       | França       | 1  | 2      | 1      | 4     |
| 3       | Estats Units | 1  | 2      | 0      | 3     |
| 4       | Canadà       | 1  | 0      | 1      | 2     |
| 4       | Suècia       | 1  | 0      | 1      | 2     |
| 6       | Noruega      | 0  | 1      | 1      | 2     |
| 7       | Suïssa       | 0  | 0      | 2      | 2     |
|         |              |    |        |        |       |
| Total   | Total        | 6  | 6      | 6      | 18    |